# Daylon Claasen
Daylon Claasen (ur. 28 stycznia 1990 w Klerksdorp) – południowoafrykański piłkarz występujący na pozycji pomocnika w klubie Bidvest Wits oraz w reprezentacji Republiki Południowej Afryki.

## Kariera klubowa

### Początki kariery
Rozpoczął swoją karierę w młodzieżowych zespołach Leicester City Klerksdorp oraz Vasco da Gama. Następnie trafił do południowoafrykańskiego Ajaksu Kapsztad. Na początku 2008 roku odbył testy w Realu Madryt, PSV Eindhoven oraz Espanyolu, ostatecznie jednak został zawodnikiem holenderskiego Ajaksu.

### Lierse
W 2010 roku przeszedł do belgijskiego Lierse. Przez pierwsze dwa sezony rozegrał 62 spotkania i strzelił 9 goli, jednak przez całe rozgrywki 2012/13 zmagał się z kontuzją, w efekcie czego rozegrał tylko 7 meczów, nie zdobywając żadnej bramki.
W kwietniu 2013 roku opuścił klub i jeszcze w tym samym miesiącu trafił na testy do angielskiego Evertonu.
W lipcu tego samego roku testowany był także przez inny angielski zespół, Hull City, gdzie początkowo występował pod pseudonimem „James Armstrong”. W meczu sparingowym z Winterton Rangers zdobył jedną bramkę, jednak dwa dni później opuścił klub.

### Lech Poznań
21 sierpnia 2013 roku został zawodnikiem Lecha Poznań, z którym związał się rocznym kontraktem z zawartą opcją przedłużenia o kolejne dwa lata. W nowym zespole zadebiutował 1 września w wygranym 3:2 meczu ligowym z Zawiszą Bydgoszcz, podczas którego zdobył także gola.

### TSV 1860 Monachium
25 czerwca 2014 podpisał trzyletni kontrakt z TSV 1860 Monachium.

## Kariera reprezentacyjna
Ma za sobą pięć występów w reprezentacji Republiki Południowej Afryki do lat 20, wraz z którą w 2009 roku wystąpił na młodzieżowych Mistrzostwach Świata. W 2010 roku zadebiutował w kadrze seniorskiej podczas meczu towarzyskiego ze Stanami Zjednoczonymi.

## Statystyki kariery klubowej
(aktualne na dzień 15 marca 2014)
| Klub               | Sezon              | Liga                  | Liga  | Liga   | Puchar kraju | Puchar kraju | Puchar kontynentalny | Puchar kontynentalny | Suma  | Suma   |
| Klub               | Sezon              | Liga                  | Mecze | Bramki | Mecze        | Bramki       | Mecze                | Bramki               | Mecze | Bramki |
| ------------------ | ------------------ | --------------------- | ----- | ------ | ------------ | ------------ | -------------------- | -------------------- | ----- | ------ |
| Ajax Kapsztad      | 2006/07            | Premier Soccer League | 2     | 0      | 0            | 0            | –                    | –                    | 2     | 0      |
| Ajax Kapsztad      | 2007/08            | Premier Soccer League | 0     | 0      | 0            | 0            | 0                    | 0                    | 0     | 0      |
| AFC Ajax           | 2008/09            | Eredivisie            | 0     | 0      | 0            | 0            | 0                    | 0                    | 0     | 0      |
| AFC Ajax           | 2009/10            | Eredivisie            | 0     | 0      | 0            | 0            | 0                    | 0                    | 0     | 0      |
| Lierse             | 2010/11            | Eerste klasse A       | 32    | 2      | 4            | 0            | –                    | –                    | 36    | 2      |
| Lierse             | 2011/12            | Eerste klasse A       | 30    | 7      | 5            | 0            | –                    | –                    | 35    | 7      |
| Lierse             | 2012/13            | Eerste klasse A       | 7     | 0      | 0            | 0            | –                    | –                    | 7     | 0      |
| Lech Poznań        | 2013/14            | Ekstraklasa           | 12    | 2      | 1            | 0            | 0                    | 0                    | 13    | 2      |
| Ogólnie w karierze | Ogólnie w karierze | Ogólnie w karierze    | 83    | 11     | 10           | 0            | 0                    | 0                    | 88    | 11     |

## Statystyki kariery reprezentacyjnej
(aktualne na dzień 21 sierpnia 2013 roku)
| Reprezentacja | Rok     | Występy | Gole |
| ------------- | ------- | ------- | ---- |
| RPA U-20      | 2009    | 5       | 0    |
| RPA U-20      | Ogólnie | 5       | 0    |
| RPA           | 2010    | 1       | 0    |
| RPA           | 2011    | 5       | 0    |
| RPA           | 2012    | 1       | 0    |
| RPA           | 2013    | 0       | 0    |
| RPA           | Ogólnie | 7       | 0    |

| Mecze i gole w reprezentacji | Mecze i gole w reprezentacji | Mecze i gole w reprezentacji | Mecze i gole w reprezentacji | Mecze i gole w reprezentacji      | Mecze i gole w reprezentacji | Mecze i gole w reprezentacji | Mecze i gole w reprezentacji | Mecze i gole w reprezentacji |
| #                            | Data                         | Reprezentacja                | Miejsce                      | Przeciwnik                        | Rezultat                     | Gole                         | Rozgrywki                    |                              |
| ---------------------------- | ---------------------------- | ---------------------------- | ---------------------------- | --------------------------------- | ---------------------------- | ---------------------------- | ---------------------------- | ---------------------------- |
| 1.                           | 5 września 2009              | U-20                         | Pirmasens, Niemcy            | Niemcy U-20                       | 1:6                          |                              | Mecz towarzyski              |                              |
| 2.                           | 27 września 2009             | U-20                         | Aleksandria, Egipt           | Zjednoczone Emiraty Arabskie U-20 | 2:2                          |                              | MŚ U-20 2009                 |                              |
| 3.                           | 30 września 2009             | U-20                         | Aleksandria, Egipt           | Węgry U-20                        | 0:4                          |                              | MŚ U-20 2009                 |                              |
| 4.                           | 3 października 2009          | U-20                         | Port Said, Egipt             | Honduras U-20                     | 2:0                          |                              | MŚ U-20 2009                 |                              |
| 5.                           | 6 października 2009          | U-20                         | Ismailia, Egipt              | Ghana U-20                        | 1:2                          |                              | MŚ U-20 2009                 |                              |
| 1.                           | 17 listopada 2010            | A                            | Kapsztad, RPA                | Stany Zjednoczone                 | 0:1                          |                              | Mecz towarzyski              |                              |
| 2.                           | 10 sierpnia 2011             | A                            | Johannesburg, RPA            | Burkina Faso                      | 3:0                          |                              | Mecz towarzyski              |                              |
| 3.                           | 4 września 2011              | A                            | Niamey, Niger                | Niger                             | 1:2                          |                              | El. PNA 2012                 |                              |
| 4.                           | 8 października 2011          | A                            | Johannesburg, RPA            | Sierra Leone                      | 0:0                          |                              | El. PNA 2012                 |                              |
| 5.                           | 12 listopada 2011            | A                            | Port Elizabeth, RPA          | Wybrzeże Kości Słoniowej          | 1:1                          |                              | Mecz towarzyski              |                              |
| 6.                           | 15 listopada 2011            | A                            | Harare, Zimbabwe             | Zimbabwe                          | 1:2                          |                              | Mecz towarzyski              |                              |
| 7.                           | 7 stycznia 2012              | A                            | Bata, Gwinea Równikowa       | Gwinea Równikowa                  | 0:0                          |                              | Mecz towarzyski              |                              |